# КСГ-3,2

КСГ-3,2 — советский самоходный гусеничный силосоуборочный комбайн, выпускавшийся на «Дальсельмаше» (г. Биробиджан) с 1973 года.
Отличается высокой проходимостью и предназначен для уборки кормовых культур на силос на переувлажнённых почвах. Использовался в основном на Дальнем Востоке. Было создано несколько модификаций КСГ-3,2 (в том числе КСГ-3,2А), отличающихся расположением некоторых узлов.

## Устройство
Жатка комбайна платформенного типа с цепочно-планчатым транспортёром или сплошного среза с режущим аппаратом косилочного типа. Режущий аппарат нормального резания. Мотовило пятилопастное, регулируется по высоте и выносу вперёд. Измельчающий аппарат унифицирован с аппаратом комбайна КС-2,6. По окружности барабана расположены шесть ножей Z-образного профиля. Дефлектор сварной. Бункер закрытого типа, с задним двухсекционным клапаном и цепочно-планчатым транспортером, приспособлен к выгрузке измельчённой массы в транспортное средство, оборудован светозвуковой сигнализацией, извещающей механика-водителя о заполнении бункера измельченной массой.
На комбайн устанавливался дизельный двигатель СМД-18К, его запуск производится от пускового двигателя ПД-10У. Трансмиссия состоит из КПП с 3 передачами вперёд и одной назад, однодисковой муфтой сцепления, дифференциала главной передачи ведущего моста, бортовых редукторов с фрикционными механизмами поворота, ленточных тормозов плавающего типа и ведущих зубчатых колёс. Ходовая часть комбайна обеспечивает высокую проходимость за счёт сочетания элементов жёсткой гусеницы с эластичной подвеской опорных катков.
Гидравлическую систему составляет насос НШ-32Э.

## Технические характеристики
- Ширина захвата — 3,2 м
- Высота среза — 80-100 мм
- Производительность — 28,4 т/ч
- Вместимость бункера — 9 м3
- Масса — 8,97 т
- Двигатель — СМД-18К
- Мощность — 100—105 л.с.
- Скорость

- рабочая — до 9 км/ч
- транспортная — 13 км/ч

- Удельное давление на грунт

- без груза — 0,28 кгс/см2
- с грузом в 3 т — 0,38 кгс/см2

- Обслуживается одним комбайнёром